# Orimarga frommeri
Orimarga frommeri är en tvåvingeart som beskrevs av Alexander 1970. Orimarga frommeri ingår i släktet Orimarga och familjen småharkrankar.
Artens utbredningsområde är Israel. Inga underarter finns listade i Catalogue of Life.